# Neobrettus xanthophyllum
Neobrettus xanthophyllum är en spindelart som beskrevs av Deeleman-Reinhold, Floren 2003. Neobrettus xanthophyllum ingår i släktet Neobrettus och familjen hoppspindlar. Inga underarter finns listade i Catalogue of Life.